# ديفيد دبليو. باغلي
ديفيد دبليو. باغلي (بالإنجليزية: David W. Bagley)‏ هو ضابط أمريكي، ولد في 8 يناير 1883 في رالي في الولايات المتحدة، وتوفي في 24 مايو 1960 في سان دييغو في الولايات المتحدة.